# Ljudmila Džigalova
Ljudmila Stanislavivna Džigalova (ukrajinsko Людмила Станіславівна Джигалова), ukrajinska atletinja, * 22. januar 1962, Harkov, Sovjetska zveza.
Nastopila je na olimpijskih igrah v letih 1988 in 1992, obakrat je osvojila naslov olimpijske prvakinje v štafeti 4×400 m. Na svetovnih prvenstvih je leta 1991 osvojila naslov prvakinje v isti disciplini, na svetovnih dvoranskih prvenstvih srebrno medaljo leta 1991, kot tudi na evropskih prvenstvih leta 1990. Leta 1993 je prejela štiriletno prepoved nastopanja zaradi dopinga.